# Ами (посёлок)
Ами (яп. 阿見町 Ами-мати) — посёлок в Японии, находящийся в уезде Инасики префектуры Ибараки. Площадь посёлка составляет 71,39 км², население — 47 899 человек (1 августа 2014), плотность населения — 670,95 чел./км².

## Географическое положение
Посёлок расположен на острове Хонсю в префектуре Ибараки региона Канто. С ним граничат города Цутиура, Усику, Инасики и село Михо.

## Население
Население посёлка составляет 47 899 человек (1 августа 2014), а плотность — 670,95 чел./км². Изменение численности населения с 1980 по 2005 годы:
| 1980 | 33 720 чел. |  |
| 1985 | 37 670 чел. |  |
| 1990 | 42 192 чел. |  |
| 1995 | 45 652 чел. |  |
| 2000 | 46 922 чел. |  |
| 2005 | 47 994 чел. |  |

## Символика
Деревом посёлка считается сакура, цветком — хризантема, птицей — Cettia diphone.